# Luis María de la Torre Campos
Luis María de la Torre (Buenos Aires, 3 de junio de 1890-, 1 de enero de 1975) fue uno de los integrantes del estudio Sánchez, Lagos y de la Torre y además intendente de Buenos Aires.

## Biografía
Nacido en Buenos Aires en el seno de una familia aristocrática, hijo de Adolfo de la Torre Torre y de Nicolasa Estefanía Campos López Camelo. Se casó el 24 de noviembre de 1915 con Elvira Julia Reyes Oribe Reyes, sobrina bisnieta del presidente uruguayo Manuel Oribe y tía de Maria Amalia Sara Lacroze Reyes Oribe de Fortabat, y tuvieron tres hijas Elvira, María Luisa y María Susana. Era primo del dirigente demócrata progresista, Lisandro de la Torre
Curso estudios de Arquitectura en la Universidad de Buenos Aires sin finalizarlos. 
A partir de 1920 formó parte del estudio Sánchez, Lagos y de la Torre, cuya producción arquitectónica se desarrolla principalmente en Buenos Aires. Sus obras abarcaron diversos temas y muestran vaivenes entre rasgos lingüísticos tradicionales ligados a la academia y rasgos renovadores anti academicistas. 
Fue intendente de Buenos Aires desde el 8 de junio de 1956 al 25 de enero de 1957.
Siendo intendente, el 30 de octubre de 1956 Luis María de la Torre otorgo el predio de Palermo del Tenis Club Argentinoref>EXPRESAR BENEPLACITO POR EL CENTESIMO QUINTO ANIVERSARIO DE LA FUNDACION DEL TENIS CLUB ARGENTINO, A CELEBRARSE EL 2 DE JULIO DE 2018.</ref>
También en ese año Luis María de la Torre estableció que se le restituyan al Concejo Deliberante –que había estado cerrado desde 1941– todos los “bienes muebles e inmuebles que, siendo de su pertenencia, se hallaren en poder de organismos municipales”.
Fue obra del intendente Luis María de la Torre la ignaugación de un gran mástil en honor a Martín Miguel de Güemes en la plaza de ese nombre en el barrio de Palermo, frente a la Basílica del Espíritu Santo, con un gran medallón esculpido por Ángel Eusebio Ibarra García, donde solían reunirse las membresías de instituciones de la provincia Salta en Buenos Aires como el Centro de Residentes Salteños.
Falleció en Buenos Aires en 1975.